# VELO Sports Center
Il VELO Sports Center è un velodromo situato nel comune di Carson, all'interno dell'area metropolitana di Los Angeles, Stati Uniti. È parte del complesso sportivo Dignity Health Sports Park e funge da centro di allenamento ufficiale della nazionale statunitense di ciclismo su pista (USA Cycling o USAC).
Nel 2005 ha ospitato i campionati del mondo di ciclismo su pista; nel 2028 ospiterà le competizioni di ciclismo su pista dei Giochi della XXXIV Olimpiade.